# Empire Deluxe
Empire Deluxe è un videogioco strategico a turni pubblicato nel 1993 per MS-DOS. È un rifacimento più avanzato di Empire, da parte di aziende differenti, ma uno dei due designer è lo stesso Mark Baldwin responsabile del precedente adattamento per PC Empire: Wargame of the Century. Nel 2001 GameSpy lo annoverava, in coppia con Empire, tra i 50 migliori giochi di tutti i tempi.

## Modalità di gioco
Il funzionamento generale del gioco è lo stesso di Empire, con interfaccia aggiornata e diverse migliorie. Il numero massimo di giocatori è portato a 6, con varie opzioni di collegamento per il multigiocatore (Empire permetteva solo il gioco sullo stesso PC o in play by mail). Le mappe possono assumere dimensioni libere ed è incluso un editor di livelli.
Si possono selezionare tre varianti delle regole di gioco:
- Standard corrisponde al classico Empire: Wargame of the Century
- Basic è una versione semplificata, principalmente con l'eliminazione della nebbia di guerra, degli aerei e di alcune delle navi
- Advanced aggiunge delle complicazioni tra cui nuove unità militari (carro armato, bombardiere, base aerea), diversi tipi di terreno nelle caselle di terra con effetti sul movimento e sulla difesa, vari fattori che influenzano l'efficienza di produzione delle città

## Espansioni e seguiti
Uscirono poco dopo Empire Deluxe for Windows, versione per Windows 3.1, e il disco di scenari aggiuntivi Empire Deluxe Scenarios (1993). Il tutto venne ripubblicato in CD-ROM nella raccolta Empire Deluxe Masters Edition (1994).
Il gioco è stato seguito nel 1995 da Empire II: The Art of War.
Il marchio Empire Deluxe è stato acquisito nel 2002 dalla piccola azienda Killer Bee Software che ha poi pubblicato i rifacimenti per Windows Empire Deluxe Internet Edition e Empire Deluxe Enhanced Edition, oltre a Empire Deluxe Mobile Edition per Android.